# Camille Bloch (entreprise)
Pour les articles homonymes, voir Camille Bloch et Bloch.
 (octobre 2018).

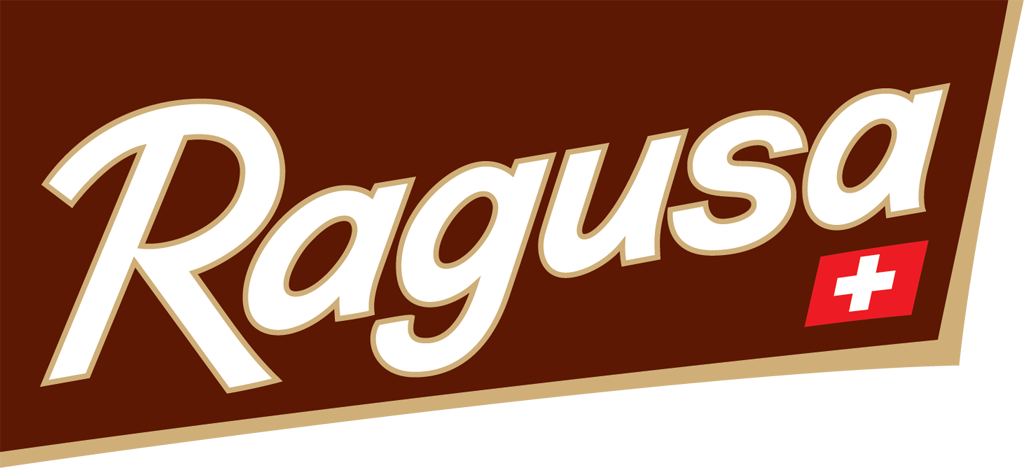
Produit phare de Camille Bloch, le Ragusa

Chocolats Camille Bloch SA est une entreprise spécialisée dans la production de spécialités en chocolats fourrés. Ses marques les plus connues sont Ragusa et Torino. Son siège social est implanté à Courtelary dans le canton de Berne en Suisse. Chocolats Camille Bloch produit ses spécialités de la fève jusqu'au produit fini à Courtelary. 
Depuis 2005, La société est dirigée par Daniel Bloch, petit-fils du fondateur Camille Bloch.
Elle emploie 180 personnes pour un chiffre d’affaires de 60 millions de francs suisses en 2017. Elle se situe au quatrième rang des fabricants suisses de chocolat de marque.[réf. nécessaire]

## Histoire
La chocolaterie Camille Bloch SA a été fondée en 1929 à Berne (à la Jägerweg), année de la crise économique mondiale, par Camille Bloch. En 1933, l'usine s'agrandit avec l'achat d'un immeuble de la Belpstrasse à Berne.
Le chocolatier transfère le 5 mai 1935 ses équipements et son siège social à Courtelary (canton de Berne) dans l'usine vide de Papeterie et Cartonnages de Lunéville, une ancienne fabrique de pâte à papier de la commune. Outre l'impossibilité d'un nouvel agrandissement à Berne, il existe plusieurs hypothèses quant au choix de l'emplacement : une fiscalité plus basse, ou encore l'existence d'une voie de chargement ferroviaire dans l'entreprise.
Avec la Seconde Guerre mondiale arrivent les problèmes de rationnement du cacao et du sucre pour la fabrication du chocolat. Camille Bloch remplace une partie des produits manquants par une pâte-praline de noisette et le « Ragusa » apparaît en 1942. Après la guerre, vient le deuxième produit phare de la chocolaterie en 1948, le « Torino », une branche de chocolat (initialement au lait, mais déclinée par la suite avec du chocolat noir et du chocolat caramélisé blond) fourrée de praline. 
En 1954, Rolf Bloch, fils du fondateur Camille, entre dans l'entreprise familiale. 1959 voit la création du sigle « CB » intégré dans le logo de l'entreprise. Un nouvel agrandissement s'effectue en 1963. En 1970, après la mort de Camille Bloch, son fils Rolf prend la relève.
En 2005, Daniel et Stéphane Bloch, fils de Rolf, deviennent la troisième génération Bloch à la tête de la chocolaterie, le premier comme directeur opérationnel et le second comme directeur marketing. Daniel Bloch prendra ensuite la tête de l'entreprise.

## Produits
Ragusa et Torino sont les deux marques phares de Chocolats Camille Bloch SA. Les spécialités telles que les chocolats à la liqueur complètent l’assortiment de Camille Bloch.